# 트라이아스기
| 페름기 ← 트라이아스기 → 쥐라기 251.902 – 199.6 백만년 전 |                                    |            |             |
| |                                    |            |             |
| 평균 O2 농도 | 약 16 Vol % (현재의 80 %)          |            |             |
| 평균 대기 CO2 농도 | 약 1750 ppm (산업 시대 이전의 6배) |            |             |
| 평균 표면 온도 | 약 17 °C (현재보다 3 °C 높음)      |            |             |
| \| 기 \| 세 \| 절 \| 백만년전 \| \| ------------------------------------------------- \| ------ \| ---------- \| ----------- \| \| 쥐라기 \| 전기 \| 에탕주절 \| 이후 \| \| 트라이아스기 \| 후기 \| 래티아절 \| 199.6–203.6 \| \| 트라이아스기 \| 후기 \| 노릭절 \| 203.6–216.5 \| \| 트라이아스기 \| 후기 \| 카닉절 \| 216.5–228.0 \| \| 트라이아스기 \| 중기 \| 라딘절 \| 228.0–237.0 \| \| 트라이아스기 \| 중기 \| 아니수스절 \| 237.0–245.0 \| \| 트라이아스기 \| 전기 \| 올레네크절 \| 245.0–249.7 \| \| 트라이아스기 \| 전기 \| 인더스절 \| 249.7–251.0 \| \| 페름기 \| 러핑세 \| 창싱절 \| older \| \| IUGS에 따른 트라이아스기의 구분. 2009년 7월 기준. \| \| \| \| |                                    |            |             |
| 기 | 세                                 | 절         | 백만년전    |
| 쥐라기 | 전기                               | 에탕주절   | 이후        |
| 트라이아스기 | 후기                               | 래티아절   | 199.6–203.6 |
| 트라이아스기 | 후기                               | 노릭절     | 203.6–216.5 |
| 트라이아스기 | 후기                               | 카닉절     | 216.5–228.0 |
| 트라이아스기 | 중기                               | 라딘절     | 228.0–237.0 |
| 트라이아스기 | 중기                               | 아니수스절 | 237.0–245.0 |
| 트라이아스기 | 전기                               | 올레네크절 | 245.0–249.7 |
| 트라이아스기 | 전기                               | 인더스절   | 249.7–251.0 |
| 페름기 | 러핑세                             | 창싱절     | older       |
| IUGS에 따른 트라이아스기의 구분. 2009년 7월 기준. |                                    |            |             |

트라이아스기(Triassic Period)는 중생대의 세 기 중 첫번째 시기로, 고생대 페름기와 중생대 쥐라기의 사이의 시기이다. 약 2억 4500만 년 전부터 1억 8000만 년 전까지(또는, 2억 5100만 년 전부터 2억 100만 년 전까지) 지속되었다. 삼첩기(三疊紀)라고도 한다. 트라이아스기라는 이름의 유래는 이 시대의 최고 지층인 독일의 지층이 3개로 뚜렷이 구분되기 때문에 붙여진 이름이지만 실제 표준 지층은 스위스의 석회암 해성층을 이용한다. 이 시대의 지구는 페름기 말에 형성된 초대륙 판게아가 유지되었으며 해안선은 단조로웠다. 후기에 들어서 판게아는 서서히 분열되기 시작하였지만, 이 대륙의 분열이 트라이아스기의 지구에 영향을 미치지는 못했다.
기후는 초기에는 건조하였으며, 후기는 습하고 더웠다. 전기에는 주로 단궁류와 원시 포유류, 대형 파충류가 번성했으며, 중기 ~ 후기에는 중생대의 공룡이 등장했다. 바다에는 원시 어룡과 수서 파충류, 그리고 원시적인 암모나이트가 등장했다. 하늘에는 소형 익룡이 나타났다. 익룡이 등장하기 전까지 하늘을 지배했던 곤충은 다양화하여, 노린재목, 대벌레목, 벌목이 크게 번성하였다.

## 시대 구분
| 중생대 | 쥐라기       | 전기     | 헤탄지안   | 이후                            |
| 중생대 | 트라이아스기 | 후기     | 라이티안   | 2억 300만년전 - 1억 9900만년전  |
| 중생대 | 트라이아스기 | 후기     | 노리안     | 2억 1600만년전 - 2억 300만년전  |
| 중생대 | 트라이아스기 | 후기     | 카르니안   | 2억 2800만년전 - 2억 1600만년전 |
| 중생대 | 트라이아스기 | 중기     | 라디니안   | 2억 3700만년전 - 2억 2800만년전 |
| 중생대 | 트라이아스기 | 중기     | 아니시안   | 2억 4500만년전 - 2억 3700만년전 |
| 중생대 | 트라이아스기 | 전기     | 올레네키안 | 2억 4900만년전 - 2억 4500만년전 |
| 중생대 | 트라이아스기 | 전기     | 인두안     | 2억 5100만년전 - 2억 4900만년전 |
| 고생대 | 페름기       | 로핑기안 | 창싱지안   | 이전                            |

## 주요 생물
육상
- 플라케리아스(Placerias), 칸네메리아(Kannemeyeria, Cannemeeria), 포스토수쿠스(Postosuchus)//파충류

- 플라테오사우루스(Plateosaurus), 코엘로피시스(Coelophisys), 헤레라사우루스(Hererasaurus)//공룡
- 침이 발달하지 않은 원시 벌목, 티타노프테라목(Titanoptera), 대벌레목, 노린재목//곤충

바다
- 킴보스폰딜루스(Cymbospondylus), 노토사우루스(Nothosaurus), 타니스트로페우스(Tanistropheus)

하늘
- 에우디모르포돈(Eudimorphodon), 페테이노사우루스(Peteinosaurus), 프레온닥틸루스(Preondactylus)

## 한국

### 영덕군
영덕군의 영덕 심성암체는 트라이아스기의 화강암이다. 영덕군의 지질 문서 참조.

## 같이 보기
- 지질 시대
- 공룡